# Distretto Ovest (Stoccarda)
Il distretto Ovest è un distretto di Stoccarda.

## Punti di interesse
- Johanneskirche (Chiesa di San Giovanni)